# Glympis phaeotherma
Glympis phaeotherma là một loài bướm đêm trong họ Erebidae.